# Kościół Nawiedzenia Najświętszej Maryi Panny w Poznaniu
Kościół Nawiedzenia Najświętszej Maryi Panny w Poznaniu – rzymskokatolicki kościół w Poznaniu, znajdujący się na osiedlu Bohaterów II Wojny Światowej w części miasta zwanej Rataje. Stanowi świątynię parafialną dla parafii Nawiedzenia Najświętszej Maryi Panny. Od 2017 wielkopostny kościół stacyjny.

## Historia
Koncept budowy kościoła zrodził się wraz z powstaniem osiedli mieszkaniowych na obszarze dawnej wsi Rataje, w ramach projektu budowy nowej dzielnicy mieszkaniowej „Rataje”. Inwestycja budowlana rozpoczęła się w 1966. Jako pierwsze powstały obecne osiedla Piastowskie i Jagiellońskie. Nowi mieszkańcy przynależeli do parafii św. Rocha. Ks. abp Antoni Baraniak podejmował starania u władz miasta o wydzielenie działek na poszczególnych osiedlach ratajskich pod budowę kościołów dla coraz liczniejszych wiernych. Kolejne prośby spotykały się z odmową. W związku z tym władze kościelne podjęły decyzję o zwrócenie się z prośbą o wydanie zezwolenia na budowę jednej świątyni dla mieszkańców wszystkich osiedli, z przeznaczeniem na 120 tys. wiernych. Takową zgodę władze wydały w 1976. Poznański Urząd Wojewódzki przeznaczył pod budowę kościoła teren na osiedlu Bohaterów II Wojny Światowej. 
W 1977 postawiono tymczasową kaplicę, w której rozpoczęto sprawowanie kultu. 1 stycznia 1978 powołano do istnienia ośrodek duszpasterski pod wezwaniem Nawiedzenia NMP. Projekt kościoła dwupoziomowego został zatwierdzony w 1979. W tym samym roku rozpoczęto prace budowlane, które zlecono ks. Jerzemu Foltynowi. W 1981 ośrodek przekształcono w samodzielną parafię, której pierwszym proboszczem został ks. Foltyn. 18 grudnia 1982 ks. abp Jerzy Stroba wmurowuje kamień węgielny poświęcony przez papieża Pawła VI oraz błogosławi dolny kościół. W latach 1983–1990 trwała budowa górnego kościoła wraz z pomieszczeniami duszpasterskimi i mieszkalnymi. Po 1990 podejmowano prace przy wyposażeniu wnętrza. 4 maja 1997 uroczyście poświęcono kościół parafialny. W kolejnych latach postępowały prace wewnątrz kościoła oraz przy aranżacji terenu przykościelnego (parking, plac, zieleń, ogrodzenie, figury sakralne). W 2004 została poświęcona przy kościele grota ku czci Matki Bożej z Lourdes.

## Architektura
Kościół należy do największych w Poznaniu. Projekt budowli został zlecony warszawskim architektom inż. Markowi Eiblowi oraz inż. Stanisławowi Sołtykowi. Zbudowany został na planie kształtu przypominającego bumerang. Najwyższa środkowa część skierowana ku wschodowi opada w kierunku zachodnim po obu stronach. Konstrukcja oparta jest na kilkunastu pionowych pylonach stalowych, na których oparty jest skośny dach. Kościół jest dwupoziomowy. Szczyt został zwieńczony krzyżem.

## Galeria

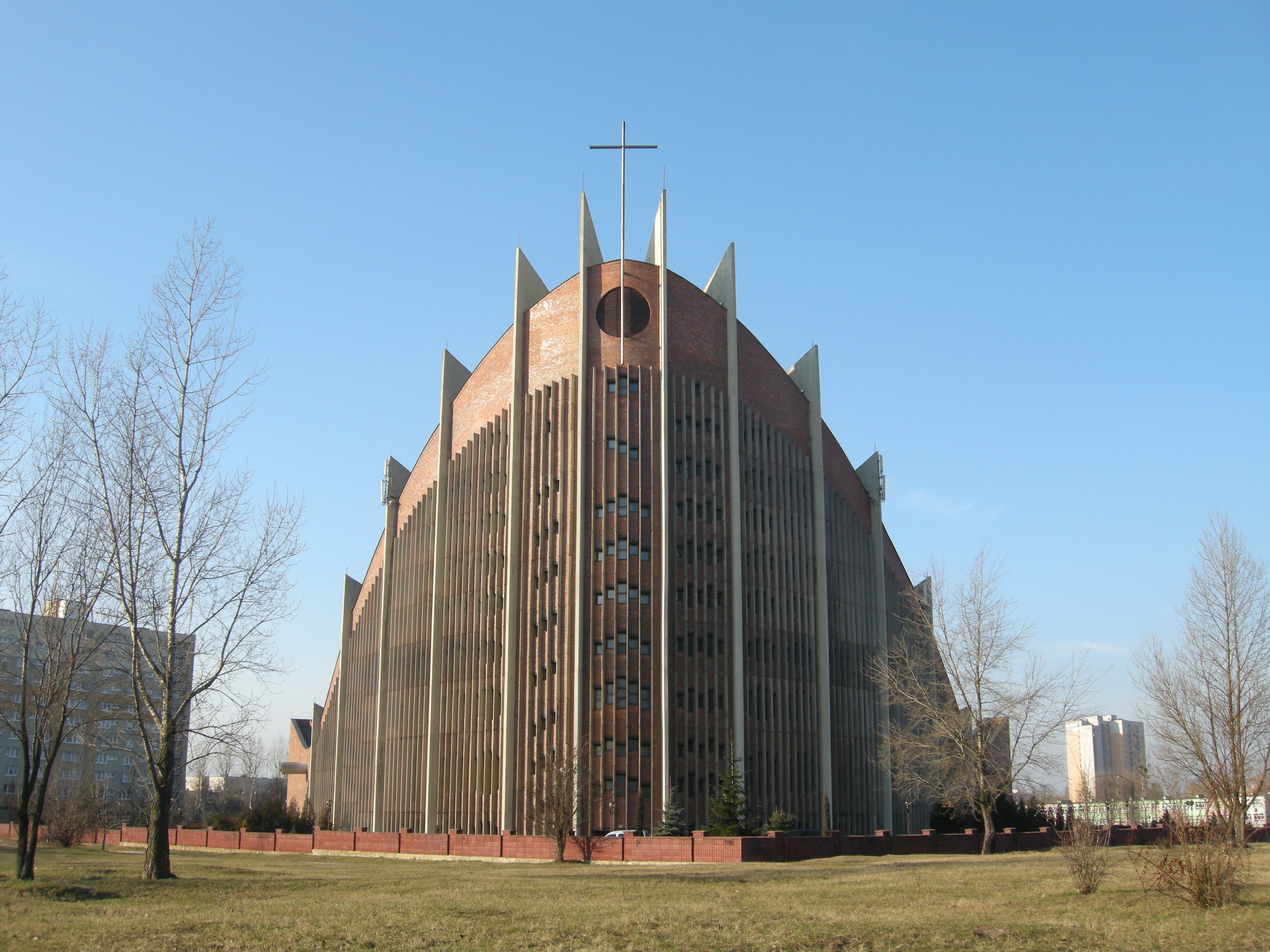
Widok kościoła od strony okolicy osiedla Polan (2012)
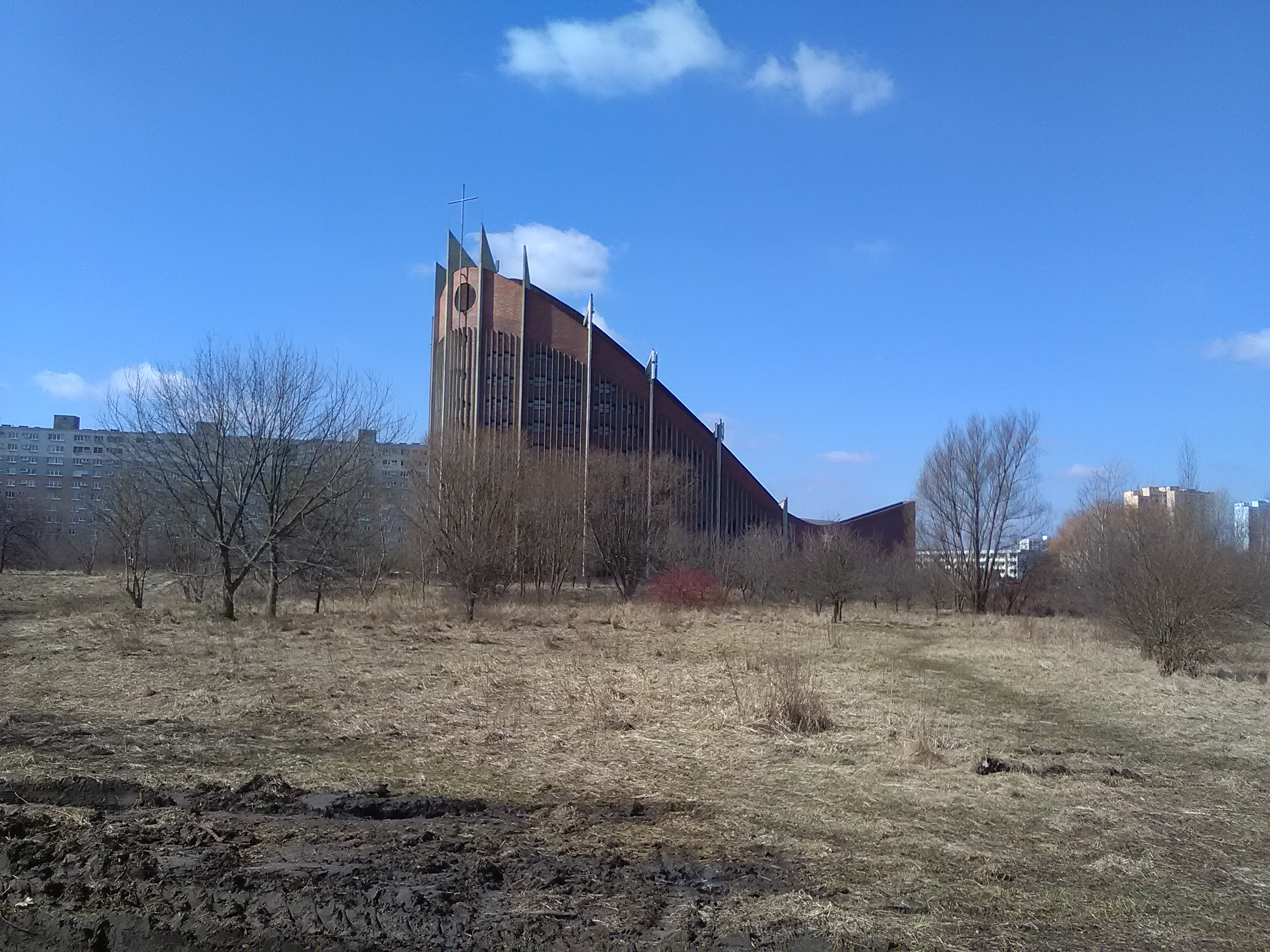
Widok kościoła od strony powstającego Parku Rataje (kwiecień 2018)
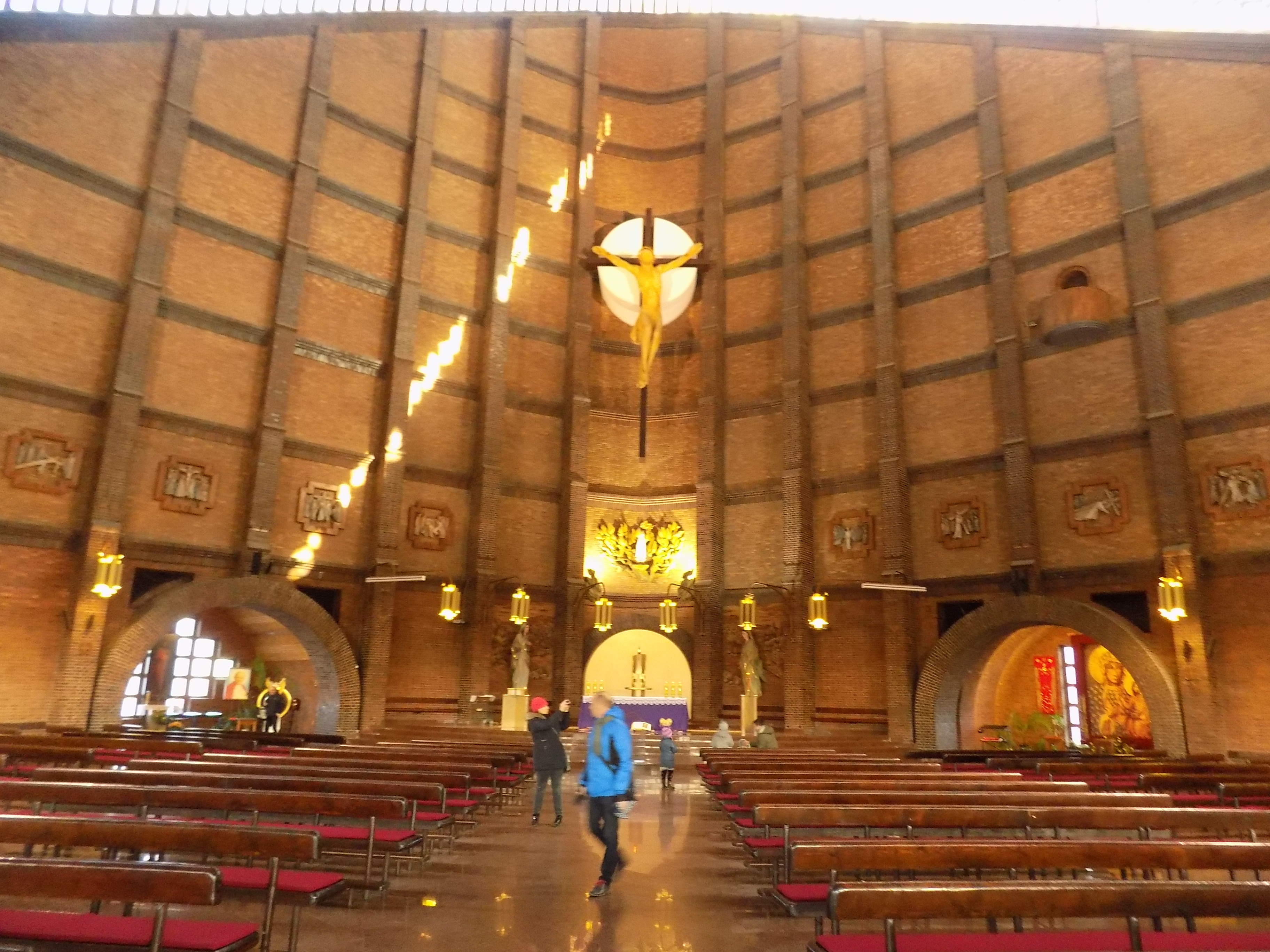
Wnętrze górnego kościoła (2018)
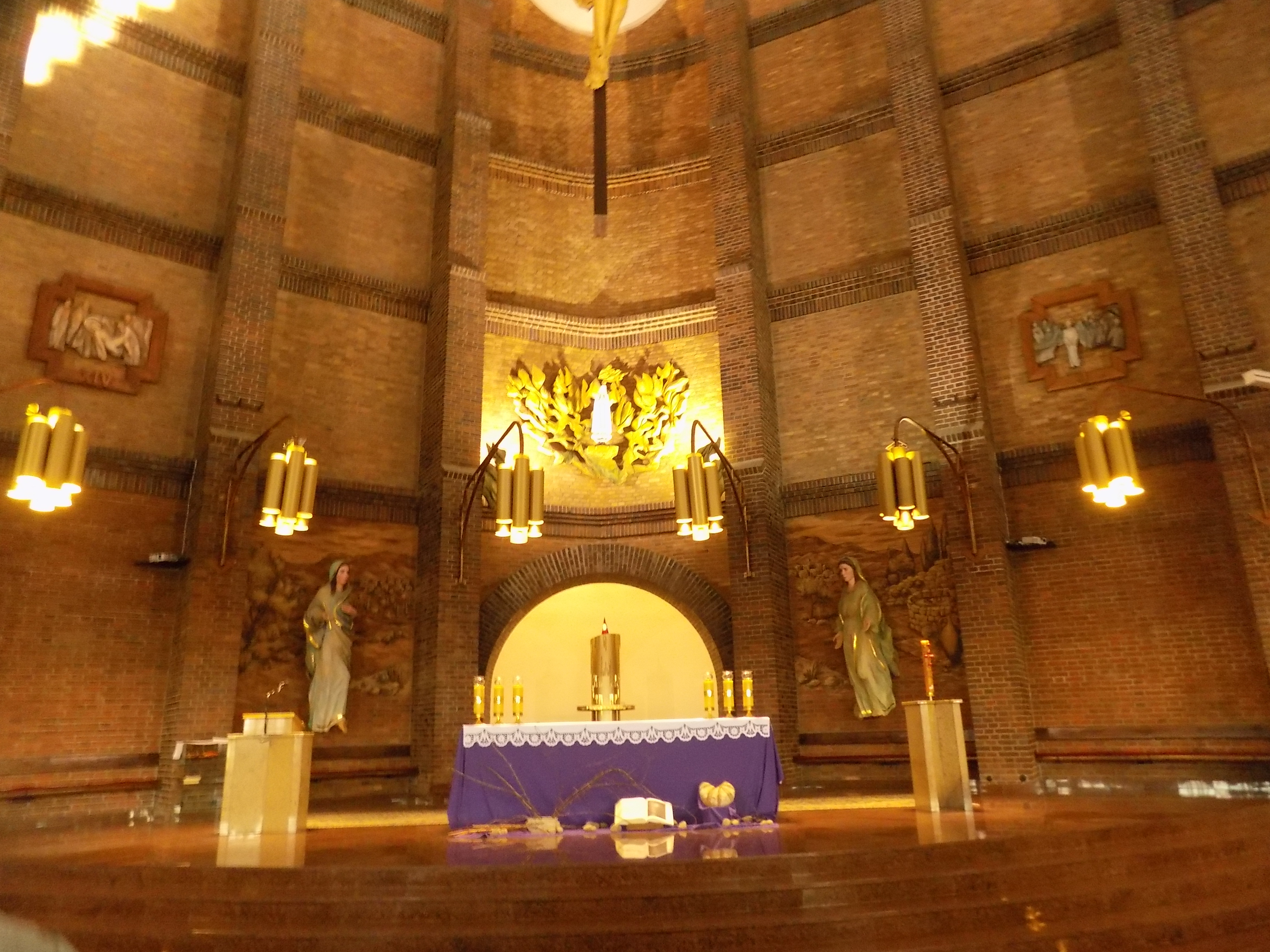
Ołtarz w górnym kościele (2018)
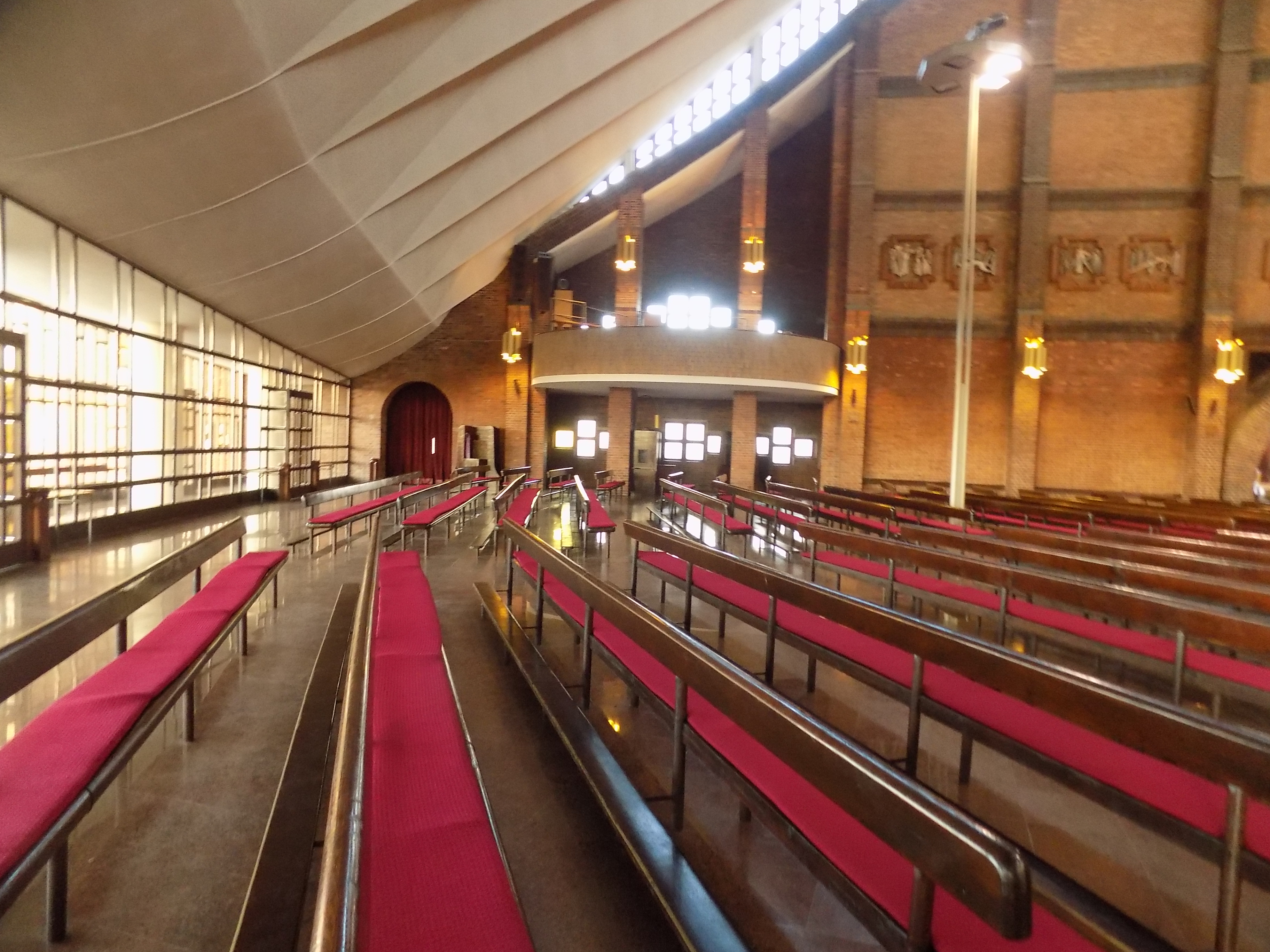
Balkon z organami w górnym kościele (2018)
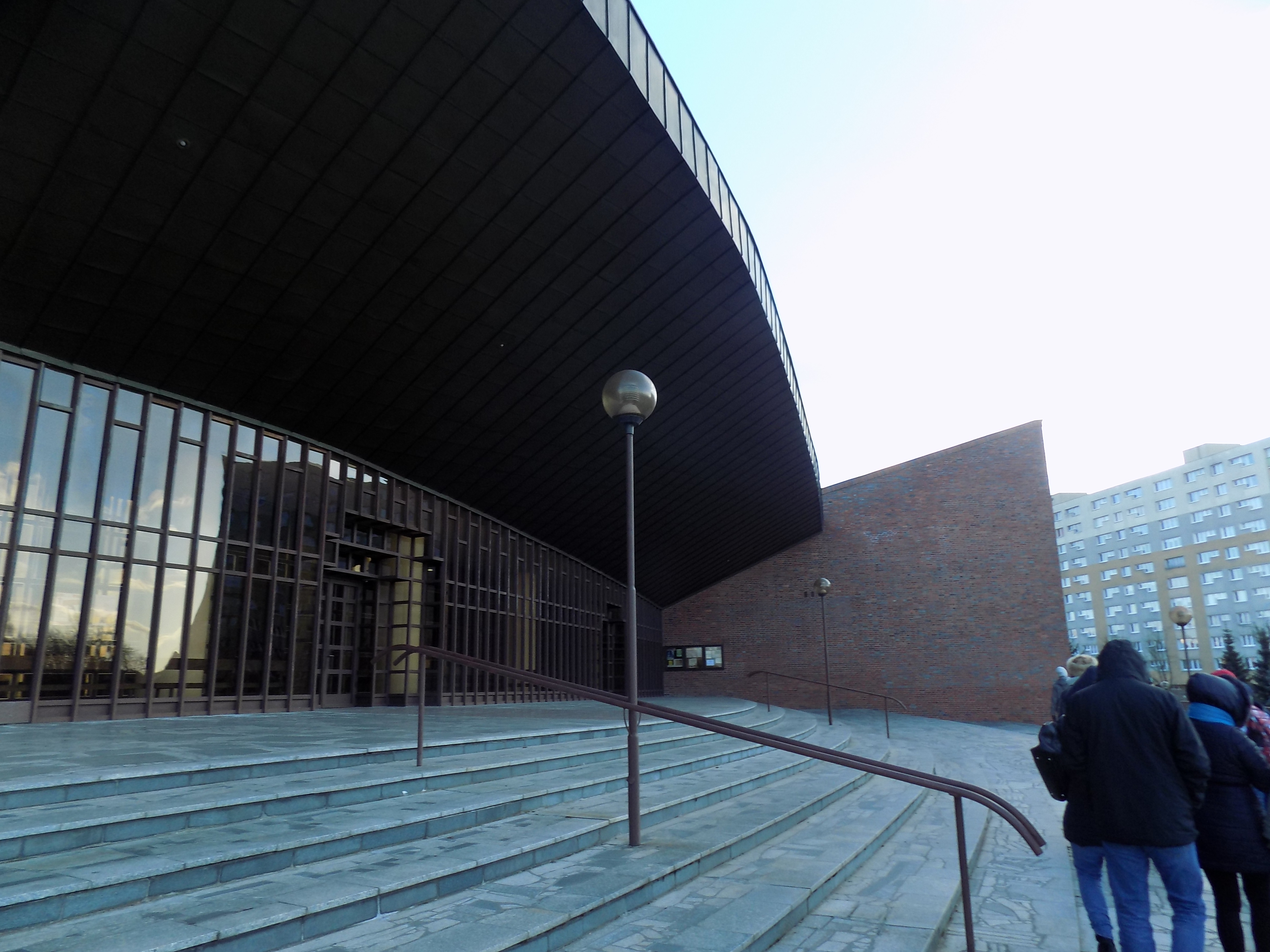
Wejścia do górnego kościoła (2018)
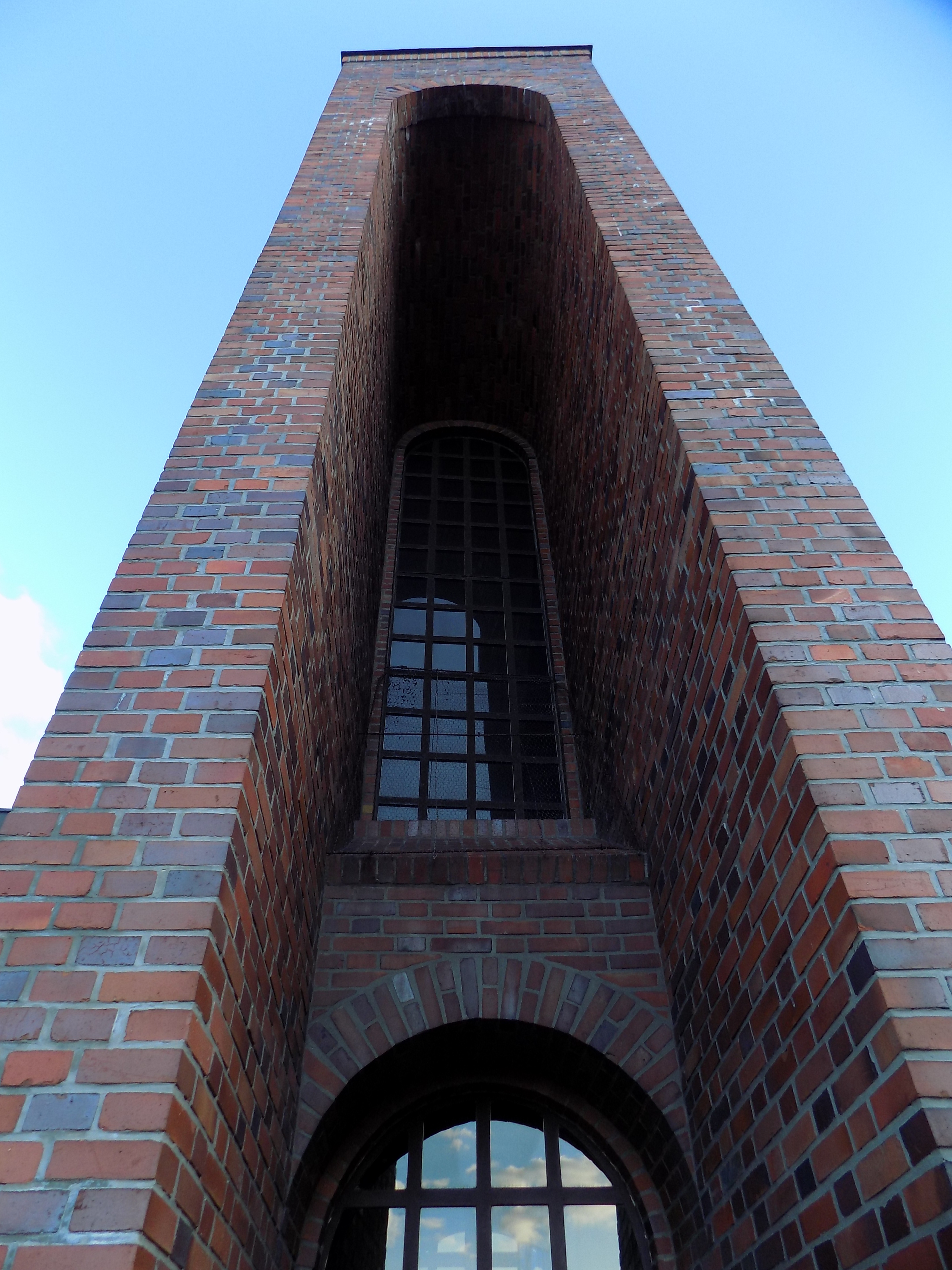
Jedno z wejść do górnego kościoła (2018)
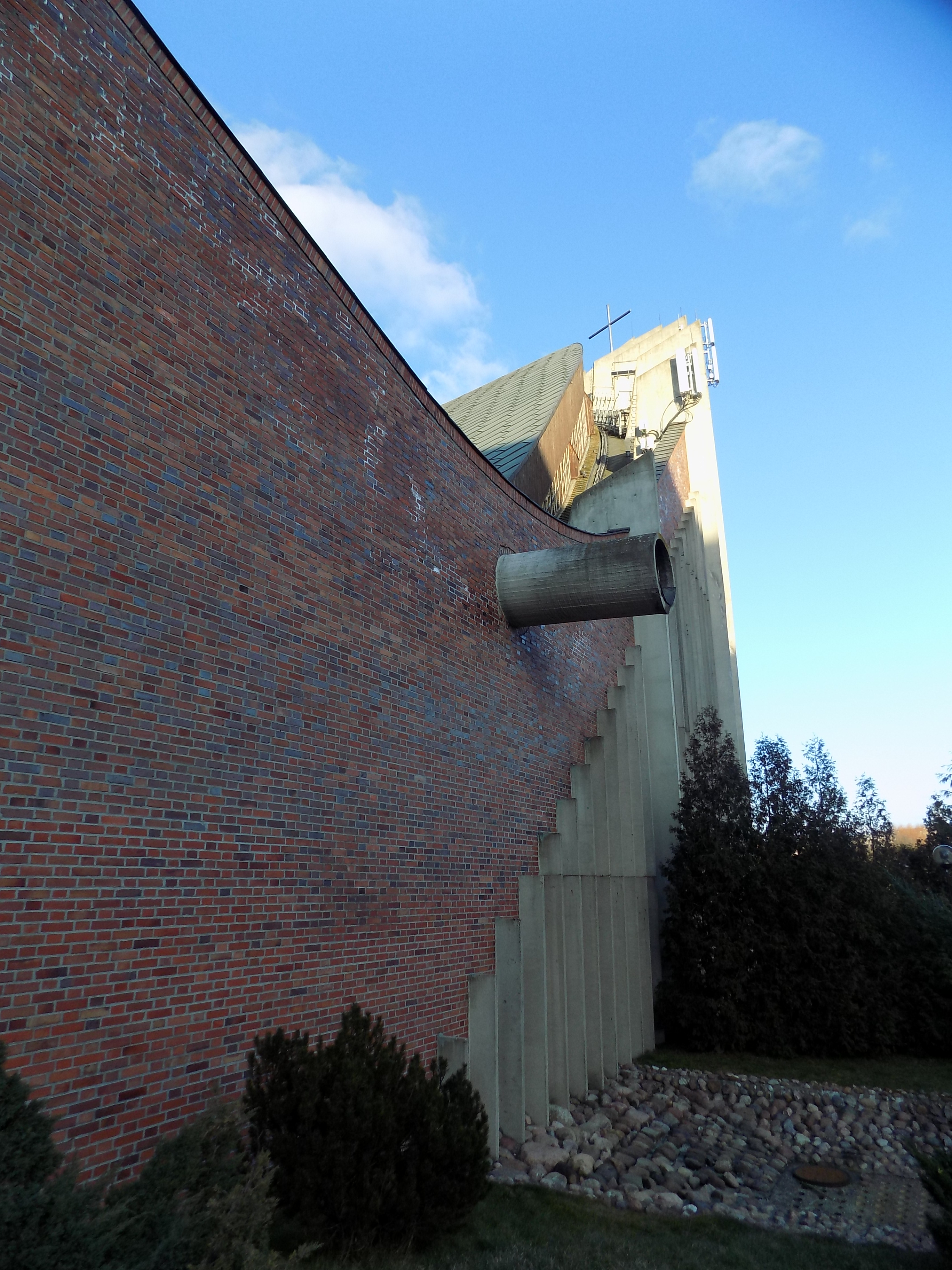
Wylot rynny (2018)
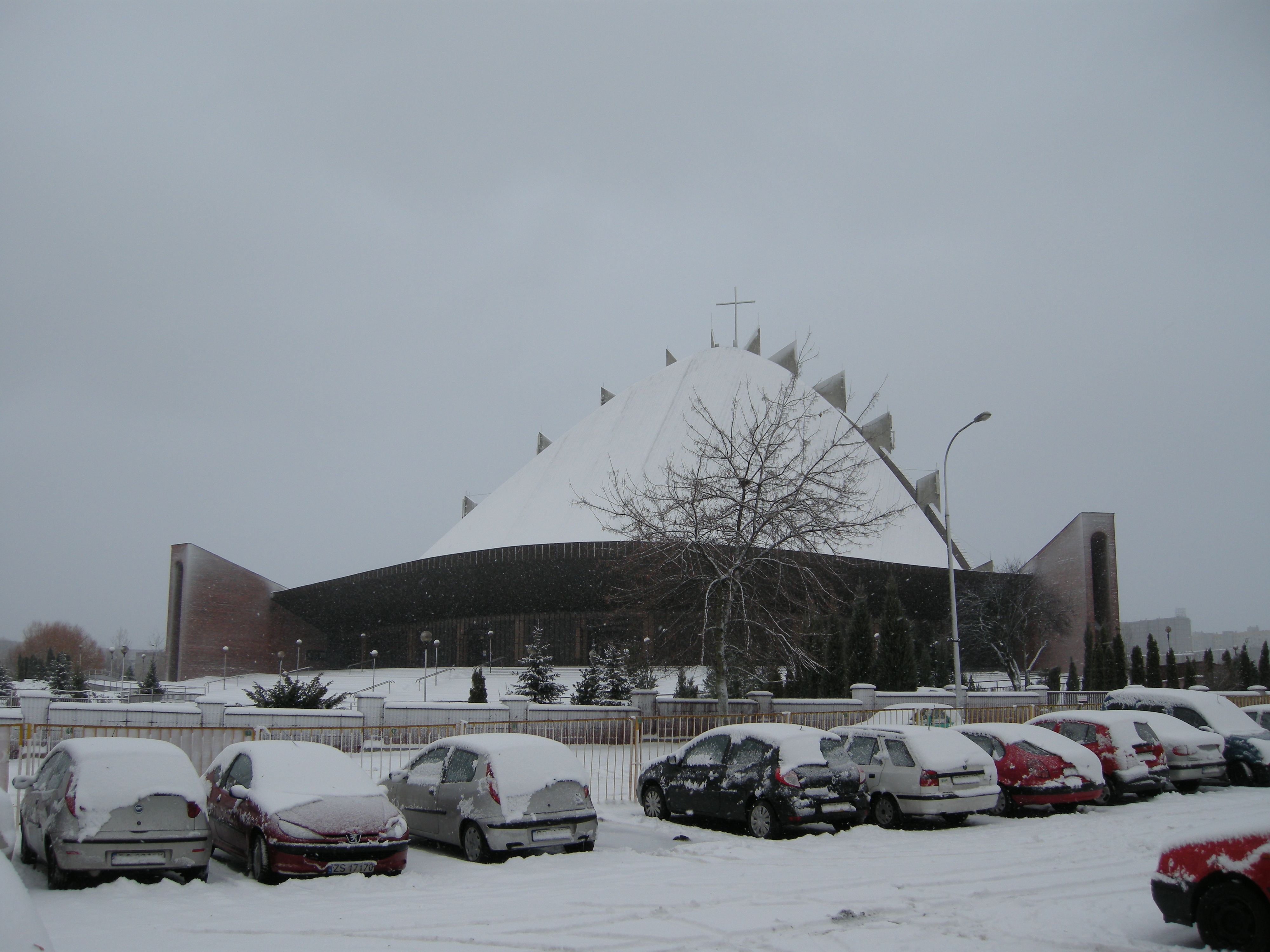
Kościół w lutym 2012 roku